# 22 janvier dans les chemins de fer
22 décembre 22 février
Chronologies thématiques
- Croisades
- Sports
- Disney

Cette page concerne les événements qui se sont déroulés un 22 janvier dans les chemins de fer.

## Événements

### XIXesiècle
- 2016, 16h55, France : à Paris, une panne du SAET bloque la totalité des 41 rames en circulation de la ligne 1, dont 16 qui étaient dans les tunnels entre les stations. Le service aux voyageurs ne reprend que le lendemain à 8 h 30 après deux heures de marche à blanc. L'origine de la panne est due à la défaillance d'un équipement réseau (switch/commutateur) à la station Porte de Vincennes qui a entraîné la défaillance du réseau de données de la ligne 1.

### XXesiècle
- 1910, France : à Paris, la crue historique de la Seine atteint le métro et provoque la fermeture de 25 km de lignes. L'exploitation ne reprendra totalement que le 17 avril.

- 1984.  France – Suisse :   Première liaison TGV internationale entre Paris et Lausanne[1].